# Народна петиция за свобода, справедливост и развитие
Народна петиция за свобода, справедливост и развитие (на арабски: العريضة الشعبية للحرية والعدالة والتنمية) е популистка политическа партия в Тунис.
Създадена е след Жасминовата революция от 2011 г. от живеещия в Лондон собственик на популярна телевизия Мохамед Хешми Хамди, който в миналото е свързван както с режима на Конституционното демократично обединение, така и с ислямистката опозиция.
В месеците след революцията партията бързо набира популярност, особено във вътрешността на страната. На изборите през октомври 2011 г. първоначално се класира на второ място. След като изборната администрация касира част от получените гласове заради финансови нарушения, остава трета с 19 места в Учредителното събрание.